# 拉诺维尔
拉诺维尔（法語：La Norville，法語發音：[la nɔʁvil] ⓘ）是法国法蘭西島大區埃松省的一个市镇，属于帕莱索区。

## 地理
拉诺维尔（48°35'7"N, 2°15'35"E）面积4.52 平方千米，位于法国法蘭西島大區埃松省，该省份为法国北部内陆省份，北起上塞纳省和马恩河谷省，西接厄尔-卢瓦省和伊夫林省，南至卢瓦雷省，东临塞纳-马恩省。
与拉诺维尔接壤的市镇（或旧市镇、城区）包括：圣日耳曼-莱萨尔帕容、吉布维尔、阿尔帕容、阿夫兰维尔、奥尔日河畔布雷蒂尼、于尔普瓦地区马罗勒。

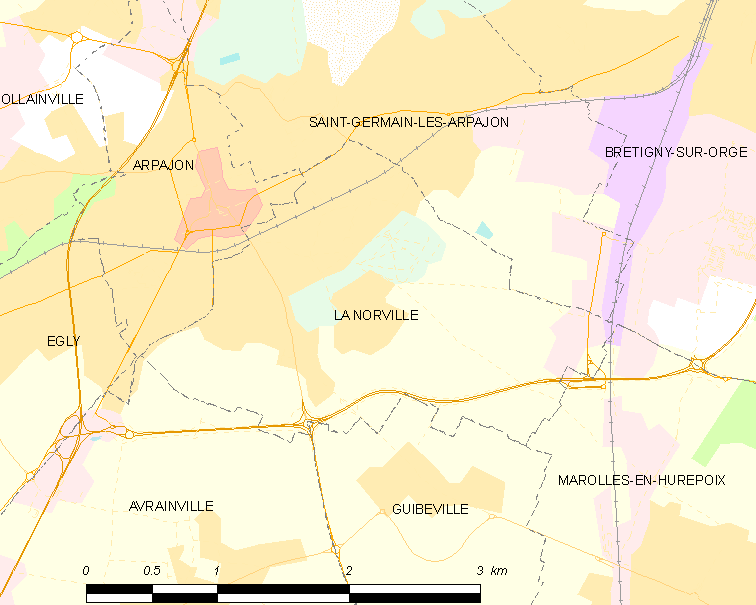
拉诺维尔的OSM定位图

拉诺维尔的时区为UTC+01:00、UTC+02:00（夏令时）。

## 行政
拉诺维尔的邮政编码为91290，INSEE市镇编码为91457。

## 政治
拉诺维尔所属的省级选区为阿尔帕容县。

## 人口

1962-2008年间拉诺维尔人口变化图示

拉诺维尔于2022年1月1日时的人口数量为4308人。